# NGC 5240
NGC 5240 (другие обозначения — UGC 8587, MCG 6-30-56, ZWG 190.34, PGC 47971) — спиральная галактика с перемычкой (SBc) в созвездии Гончие Псы.
Этот объект входит в число перечисленных в оригинальной редакции «Нового общего каталога».